# NGC 3249
NGC 3249 is een balkspiraalstelsel in het sterrenbeeld Luchtpomp. Het hemelobject werd op 2 februari 1835 ontdekt door de Engelse astronoom John Herschel.

## Synoniemen
- ESO 375-24
- MCG -6-23-28
- IRAS10240-3442
- PGC 30657